# Чарльз Портал
Чарльз Фредерік Елгернон Портал, 1-й віконт Портал Гангерфордський (англ. Charles Frederick Algernon Portal, 1st Viscount Portal of Hungerford; 21 травня 1893, Гангерфорд, Беркшир — 22 квітня 1971, Фантінгтон, Західний Сассекс) — британський воєначальник, барон, маршал Королівських повітряних сил (1944), лицар Великого хреста ордену Лазні. За часів Першої світової війни пілот та командир ескадрильї Королівського льотного корпусу британської армії на Західному фронті. У міжвоєнний період проходив службу на різних посадах у Королівських ПС, зокрема у міністерстві авіації Британії. Під час війни начальник штабу Королівських ПС. Після війни на різних посадах у бізнесі та навчальних закладах Англії.

## Біографія
Військова кар'єра
- 26 вересня 1914 — другий лейтенант
- 11 грудня 1915 — лейтенант
- 16 липня 1916 — капітан
- 14 червня 1917 — майор

- 1 квітня 1918 — капітан
- 1 травня 1918 — підполковник
- 1 серпня 1919 — сквадрон-лідер
- 1 липня 1925 — вінг-командер
- 1 липня 1931 — груп-кептен
- 1 січня 1935 — комодор повітряних сил
- 1 липня 1937 — віцемаршал повітряних сил
- 3 вересня 1939 — маршал повітряних сил
- 25 жовтня 1940 — головний маршал повітряних сил
- 1 червня 1944 — Маршал Королівських повітряних сил

Чарльз Фредерік Елгернон Портал народився 21 травня 1893 року в Еддінгтон-Хаузі, в Гангерфорді, графства Беркшир, у родині Едварда Роберта Портала та його дружини Еллінор Кейт. Сім'я мала французьке походження, з втікачів-гугенотів, що прибули до Англії у XVII столітті. Молодший брат Чарльза, Реджінальд (1894—1983) присвятив себе службі у флоті, ставши адміралом Королівського флоту. Після завершення навчання у Вінчестерському коледжі та Крайст Черч, Оксфорд, Ч. Портал планував стати баристером, але не завершив навчання у коледжі, й пішов рядовим у 1914 року до британської армії.
На початку Першої світової війни Ч. Портал почав службу у серпні 1914 року у підрозділі Корпусу королівських інженерів. Незабаром був підвищений у капрали, служив зв'язківцем-мотоциклістом на Західному фронті. Але вже за тиждень після початку служби на фронті йому присвоїли звання другого лейтенанта. У вересні 1914 року за успішне виконання завдань був відмічений фельдмаршалом Дж. Френчем. З грудня 1914 року — командир усіх посильних роти зв'язку при штабі I корпусу.
У липні 1915 року перевівся до Королівського льотного корпусу британської армії. Спочатку проходив службу спостерігачем на літаку, з листопада 1915 року став власноруч пілотом розвідувального літака. У квітні 1916 року отримав сертифікат пілота біплана Morane-Saulnier L, служив у 60-й ескадрильї. 16 липня 1916 року став командиром 3-ї ескадрильї B.E.2. У червні 1917 року йому присвоєне тимчасове звання майор з призначенням на посаду командира 16-ї ескадрильї розвідувальних літаків R.E.8. З 17 червня 1918 року підполковник і командир 24-ї тренувальної ескадрильї на авіабазі Грантгам. За бойові заслуги в роки Першої світової війни удостоєний двох орденів «За видатні заслуги», Воєнного Хреста та чотири разі відзначений у вищому наказі (англ. Mentioned in Despatches).
У післявоєнний час Ч. Портал залишився на військові службі у Королівському льотному корпусі в ранзі майора (трохи пізніше звання змінили на сквадрон-лідер). З листопада 1919 року старший пілот-інструктор у військовому коледжі Кранвелл. 1922 році поступив на навчання до Штабного коледжу Королівських ПС, в Андовері. Пізніше навчався у Королівському військово-морському коледжі у Гринвічі, по завершенню якого став командиром 7-ї бомбардувальної ескадрильї важких нічних бомбардувальників Vickers Virginia.
1929 році Ч. Портал пройшов навчання у Імперському оборонному коледжі, після якого у грудні 1930 року отримав призначення на посаду заступника директора з планування у оперативно-розвідувальному департаменті Міністерства авіації. 1 липня 1931 року йому присвоїли звання груп-кептен. У лютому 1934 року призначили командувачем британськими військами в Адені. У січні 1936 року Ч.Портал увійшов до директорського складу Імперського оборонного коледжу. 1 вересня 1937 року він став організаційним директором міністерства авіації.
1 лютого 1939 року Ч. Портал став начальником персоналу Авіаційної ради. 3 вересня 1939 року йому присвоїли звання маршал повітряних сил. У квітні 1940 року його призначили командувачем Бомбардувального командування ПС, на чолі якого Ч.Портал просував концепцію стратегічних бомбардувань індустріальних регіонів Німеччини з метою підриву її військово-економічного потенціалу.
25 жовтня 1940 року Ч. Портал був призначений начальником штабу ПС з одночасним присвоєнням йому звання головний маршал повітряних сил і перебував на цій посаді до кінця війни. Одним з перших питань, яке він повинен був вирішити, була спроба Королівського військово-морського флоту перебрати на себе керівництво Береговим командуванням, а також намагання командування британської армії створити власні повітряні сили. Маршал Ч. Портал успішно переконав і армію, і флот, що Королівські повітряні сили зможуть адекватно виконувати завдання в інтересах цих видів без переформування цих повітряних компонентів в окремі роди військ. Іншою проблемою, яку повинен був вирішити Ч. Портал, виникла нагальна потреба з відновлення стратегічних бомбардувань. У серпні 1941 року на підставі аналізу про відносну неефективність рейдів бомбардувальної авіації в денний час, командувач запропонував нову тактику рейдів, щодо бомбардування індустріальних районів вночі. Для реалізації пропозицій він замінив командувача Бомбардувального командування, головного маршала ПС Р. Пірса, на А. Гарріса. У 1942 році він був нагороджений Великим Лицарським Хрестом ордена Лазні.
З початку 1944 року погляди Ч.Портала на стратегічні бомбардування змінилися: він відчував, що важкі бомбардувальники можуть грати додаткову роль у веденні наземних операцій сухопутних військ. У першу чергу це було пов'язано зі зростанням чисельності бомбардувальної авіації, яка не тільки має зосереджуватися на бомбардуванні економічних центрів та великих міст Німеччини, але і провадити потужну вогневу підтримку арміям, що наступали на Європейському театрі війни.